# Socjaldemokracja Polska
Die Socjaldemokracja Polska (SDPL, deutsch Sozialdemokratie Polens) ist eine politische Partei in Polen. Sie wurde am 20. April 2004 von 25 abtrünnigen SLD-Abgeordneten und neun weiteren Politikern gegründet. Ihre Jugendorganisation heißt Młoda SocjaldemokracjaSMS. Im Gründungsjahr war ein Drittel der SdPL-Mitglieder vorher noch nie in einer Partei, 40 % waren unter 35 Jahre alt.

## Programm
Nach Eigendarstellung der Partei war der Auslöser der Abspaltung die Vetternwirtschaft, Korruption und Affären der SLD. Konsequenterweise wirbt sie damit, einen entschlossenen Kampf gegen Korruption führen zu wollen (Instrument soll die Gründung einer unabhängigen Antikorruptionsagentur sein) und den Staat aus der Parteienherrschaft zu befreien.
In den Außenpolitik spricht sich die Partei für ein Gleichgewicht in den Beziehungen zu den europäischen Partnern und den Vereinigten Staaten aus. Sie gilt als europafreundlich und fordert die schnelle Ratifizierung der Europäischen Verfassung bzw. des Lissabonner Vertrages.
Innenpolitisch fordert sie eine parlamentarische Demokratie mit einer Kammer und einen weltlichen Staat, bei dem sich die öffentliche Herrschaft vom Glauben her neutral verhält. Der Staat solle sich aus Kirchenfinanzierung maximal zurückhalten. Die SDPL unterstützt die Möglichkeit der Abtreibung.
Im Wirtschaftsteil ihres Programms fordert die SDPL eine Progressivsteuer für Nicht-Selbstständige, die Berücksichtigung sozialer Gesichtspunkte bei Privatisierungen sowie mehr Schutz für Zeitarbeiter. Man will die Gewerkschaften und ihre Entwicklung im Privatsektor fördern.

## Vorsitzende
- Marek Borowski bis 1. August 2008
- Bartosz Dominiak kommissarisch vom 1. August 2008 – 10. Januar 2009
- Wojciech Filemonowicz seit 10. Januar 2009